# 行为金融学
行为金融学（Behavioral Finance，BF），行為經濟學的一個研究分支，是金融学、心理学、行为学、社会学等学科相交叉的边缘学科，力图揭示金融市场的非理性行为和决策规律。行为金融理论认为，证券的市场价格并不只由证券内在价值所决定，还在很大程度上受到投资者主体行为的影响，即投资者心理与行为对证券市场的价格决定及其变动具有重大影响。它是和效率市场假说（efficient market hypothesis，EMH）相对应的一种学说，主要内容可分为套利限制（limits of arbitrage）和心理学两部分。

## 行为金融学理论
Shefrin（2000）则在《Beyond Greed and Fear》一书中，将行为金融学的研究领域分为三部分，即启发式偏差（heuristic-driven bias）、框定依赖（framing dependence）和无效率市场（inefficient markets）。

### 认知过程
- 代表性启发（representativeness heuristic）。其缺陷在于过分强调将事物划分的典型类别，而不关注潜在的其它可能证据。Tversky,Slovic and Kahneman（1982）举的“飞行训练”一例形象解释了这一现象。Debondt and Thaler（1983）进一步解释了“赢者输者效应”（winner lose effect），认为由于“代表性启发”的存在使投资者对过去的输者组合表现出过度悲观，而对赢者组合过度乐观。
- 可得性启发（availability heuristic）认为容易令人联想到的事件会让人误以为这个事件常常发生。如Shiller（2000）指出，网络使用者会倾向将1990年代后期的股市繁荣归功于Internet的发展。Kahneman and Tversky（1973）认为存在可得性启发是由于个人不能完全从记忆中获得所有相关的讯息。Fischhoff,Slovic and Lichtenstein（1977）认为个人对于自己不太能想象的事件，会低估其发生的可能性。
- 锚定与调整（anchoring and adjustment）启发。人们最初得到的信息可能制约对事件的估计，产生锚定效应，而以最初的信息为参照来调整对事件的估计通常不充分。开始的参考点不同会产生不同的估计。Shefrin（2000）认为股票分析师对于新讯息的反应定位的太保守，并且调整的不够快，Shafir，Diamond and Tversky（1997）通过实验表明锚定会导致“货币幻觉”（money illusion），从而影响人们在认知、情绪上处理通胀的方法。实验人员在对联合与分离事件评估时，锚定会低估复杂系统出现问题的概率。
- 框定依赖（framing dependence）认为人们面对的问题本质相同而形式不同会导致人们做出不同决策。Kahneman and Tversky通过实验发现头脑在衡量各种复杂的可能时常走捷径（shortcut）。

### 情绪过程
- 过度自信（overconfidence）。多数人回答“凭直觉”、“历史证据与常识”等。这种事后聪明会使投资者不重视对行为的反省。由此也可看出人们常会过于相信自己的判断。Lichtenstein，Fischhoff and Philips（1982）发现当询问受访者一些问题时，受访者会倾向高估他们答对的槪率，即使确信他们答对时，通常答错的概率仍高达20%。Odean（1999）发现散户在卖股票后很快会买进另一支股票，而第一年他们卖的股票表现会好于买的股票，由于过度自信导致了投资者的频繁交易。过度自信的另一结果是投资者过于依赖自己收集的信息而轻视公司报表的信息，产生帐面/市值比效应（book to market effect）。
- 心理账户（mental accounting）。Shefrin and Statman（2000）发展出BPT后，推广单一心理账户（BPT--SA）与多个心理账户（BPT—MA）用于分析现象，解释了投资者可能在某一个账户做空证券而在另一账户买进相同的证券。PBT—MA解释了Friedman—Savage之谜：为何人们买保险的同时买彩票？心理账户将投资者对收益的“资本账户”与“红利账户”的区分，区别了资本账户损失与红利账户损失，认为那些觉得停止分红会使其丧失收入的小股东们实际上忠实的执行了绝不动用资本利得的自控规则，从而很好的解决了困扰人们的“红利之谜”。
- 损失厌恶（loss aversion）是指人们面对同样的损失和收益时感到损失对情绪影响更大。与此相关联的是禀赋效应（endowment effect），它反映了将现状作为参考点，损失比收益更难让人忍受，所以决策者偏爱现状。同时Benartzi and Thaler（1995）提出“短视的损失厌恶”（myopic loss aversion），认为长期收益可能被周期性的短期损失打断，引出了投资者认为的“赌场论”。
- 后悔厌恶（regret aversion），指人们做出错误决策时会感到痛苦。Erlich, Guttman等在1957年发现新买车的人在购买完成后有选择的避免阅读没有选择的车型广告，而只关注自己所选车的广告。

### 意志过程
- 自我控制（self control）是指控制情绪。存在自我控制时，个人无法依据理性决策。Shefrin and Statman（1984）认为个人视股利为所得，而年老者倾向于控制自己过度消费，会买一些发放股利多的股票，因为他们认为用股利做生活费不会花掉自己的资产。
- 羊群效应（herd behaviors）指在信息不确定时，投资者的行为常受他人（其他投资者及舆论）影响。Lakonishok、Shleifer and Vishny（1992）研究表明，美国的小公司股票交易具有轻微的羊群效应，这可能与小公司的公开信息较少，使得基金经理无法判断交易策略有关。Werners（1999）发现美国的共同基金买入的股票更具同期与滞后收益，从而认为其羊群效应是理性的，加速了新信息在股价中的反映，有利于稳定市场。

以上的认识偏差、选择偏好影响了投资决策，进而产生了资产定价的偏差，通过反馈机制再一次影响投资者的心理过程。我们研究行为金融，就是要反其道，通过研究无效率的资产定价，追根溯源，还原出投资者的认识、情绪与意志，解释原本难以理解的异常现象。

## 套利限制
有效市场假说认为理性交易者（也称为套利者）会很迅速的消除非理性交易者（也称为噪声交易者）引起的证券价格对其价值的偏离。行为金融学认为即使当一种资产被广泛的误价时，纠正这种误价的策略可能非常有风险。